# Hermann Ahrens (Beamter)
Hermann Ahrens (* 9. November 1933 in Achim; † 15. November 2016 in Meckenheim) war ein Feuerwehrfunktionär und von 1977 bis 1985 Direktor der Bundesanstalt Technisches Hilfswerk (THW).

## Leben
Ahrens absolvierte die Volks- und Mittelschule in Achim und setzte seine schulische Ausbildung an der Oberschule in Bremen fort, wo er am 19. Februar 1954 die Reifeprüfung ablegte. Anschließend begann er ein Studium des Bergbaus und schloss dieses am 15. November 1960 an der Bergakademie in Clausthal-Zellerfeld mit der Diplom-Hauptprüfung ab.
Ab 1961 wurde er als Brandreferendar für den höheren feuerwehrtechnischen Dienst ausgebildet. Im Jahr 1963 trat Hermann Ahrens in den Dienst der Stadt Wuppertal als Brandassessor ein. Zwei Jahre später wurde er zum Brandrat befördert und bald darauf zum Leiter der Berufs- und Freiwilligen Feuerwehr Wuppertal ernannt. Im Jahr 1965 war er Gründungsmitglied des Ausschusses für Organisation und Ausbildung der Arbeitsgemeinschaften der Leiter der Berufsfeuerwehren. 1971 wählten ihn seine Kollegen zum Vorsitzenden der Arbeitsgemeinschaft der Leiter der Berufsfeuerwehren (AGBF) in Nordrhein-Westfalen.
Zum 1. Oktober 1977 wurde Hermann Ahrens zum Vizepräsidenten des Bundesamtes für Zivilschutz und Direktor der Bundesanstalt THW berufen. Trotz begrenzter Haushaltsmittel setzte er den Bau von Unterkünften entschlossen fort und förderte die Gründung von THW-Helfervereinigungen. Zudem erkannte er die Bedeutung der Jugendarbeit als wichtige Grundlage für das THW. Unter seiner Leitung wurde 1982 die Stärke- und Ausrüstungsnachweisung (STAN) für die organisationseigenen Einheiten erstellt. Während seiner Amtszeit erlebte das THW verschiedene Auslandseinsätze, darunter in Sambia, Frankreich und im Libanon.
Am 9. November 1983 wurde Ahrens an seinem 50. Geburtstag das THW-Ehrenzeichen in Gold verliehen. Er leitete sein Amt fast acht Jahre lang und wurde nach dem THW-Bundeswettkampf am 20. Juni 1985 in das Bundesministerium des Innern versetzt, um dort das Referat ZV 6 zu übernehmen. Sein Nachfolger wurde Helmut Meier.